# 律政司
律政司(Department of Justice)は、香港特別行政区政府の法律行政を管掌する官庁である。長官は香港政府No.4の律政司司長である。返還前の名称は律政署(Legal Department)もしくは律政司署(Attorney General's Chambers)であった。
今日の香港政府において唯一「司」の名称を持つ部署である。主な業務は検察行政や、政策決定を行う決策局の政策した法律案や国際条約のチェックなどである。そのため、執行部門に分類されている。所在地も香港島アドミラリティーにある金鐘道政府合署（アドミラリティー合同庁舎）となっており、決政局が集約された中環政府合署（政府総部）ではない。
インターネット上で香港の法律に関するデータベース『電子版香港法令』を運営している。
業務の性格上、律政司司長を含めて、幹部職員は基本的に弁護士資格を持っている。